# Kłokoczyce

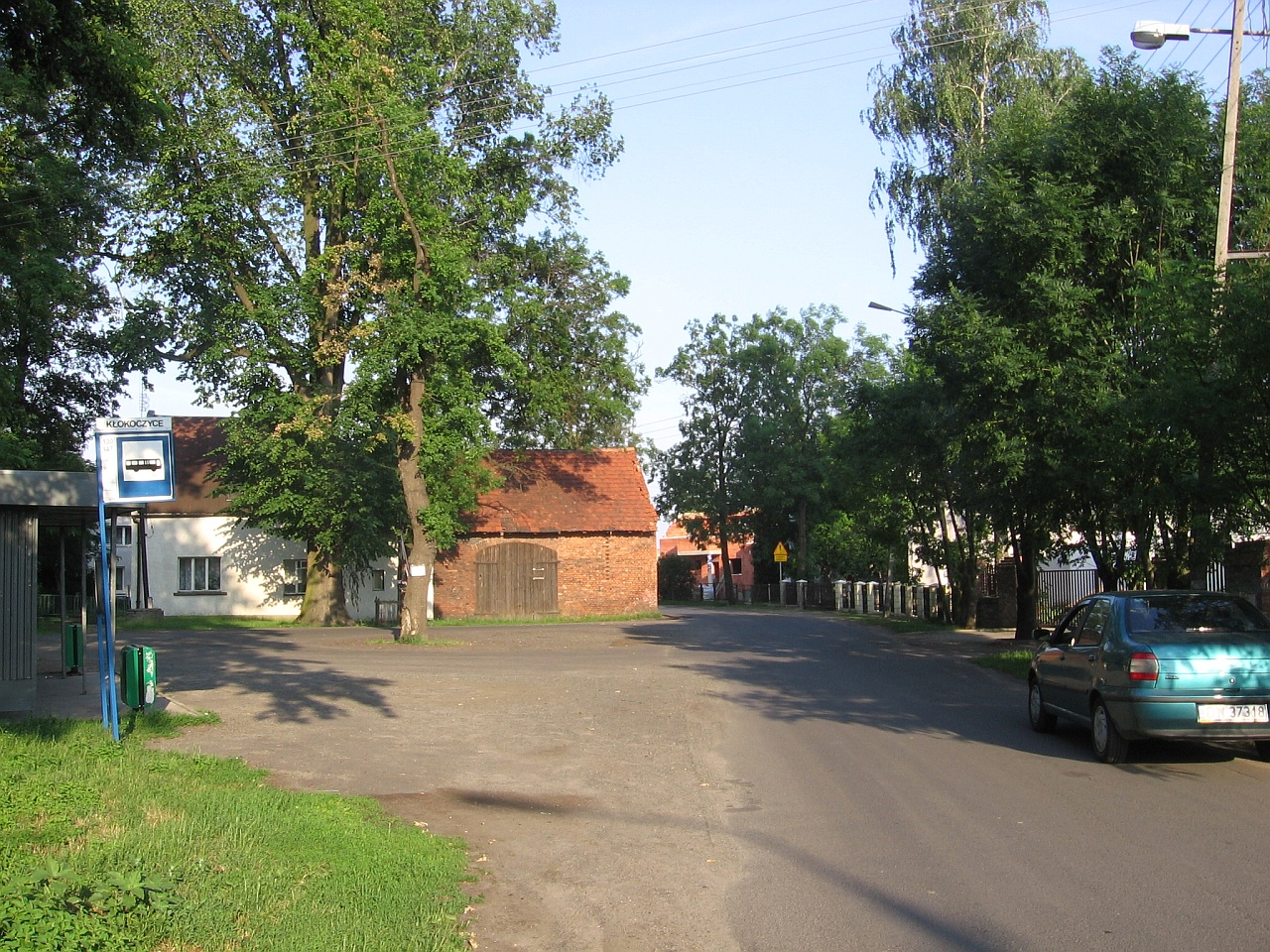
Centralny plac osiedla – przystanek końcowy autobusu MPK

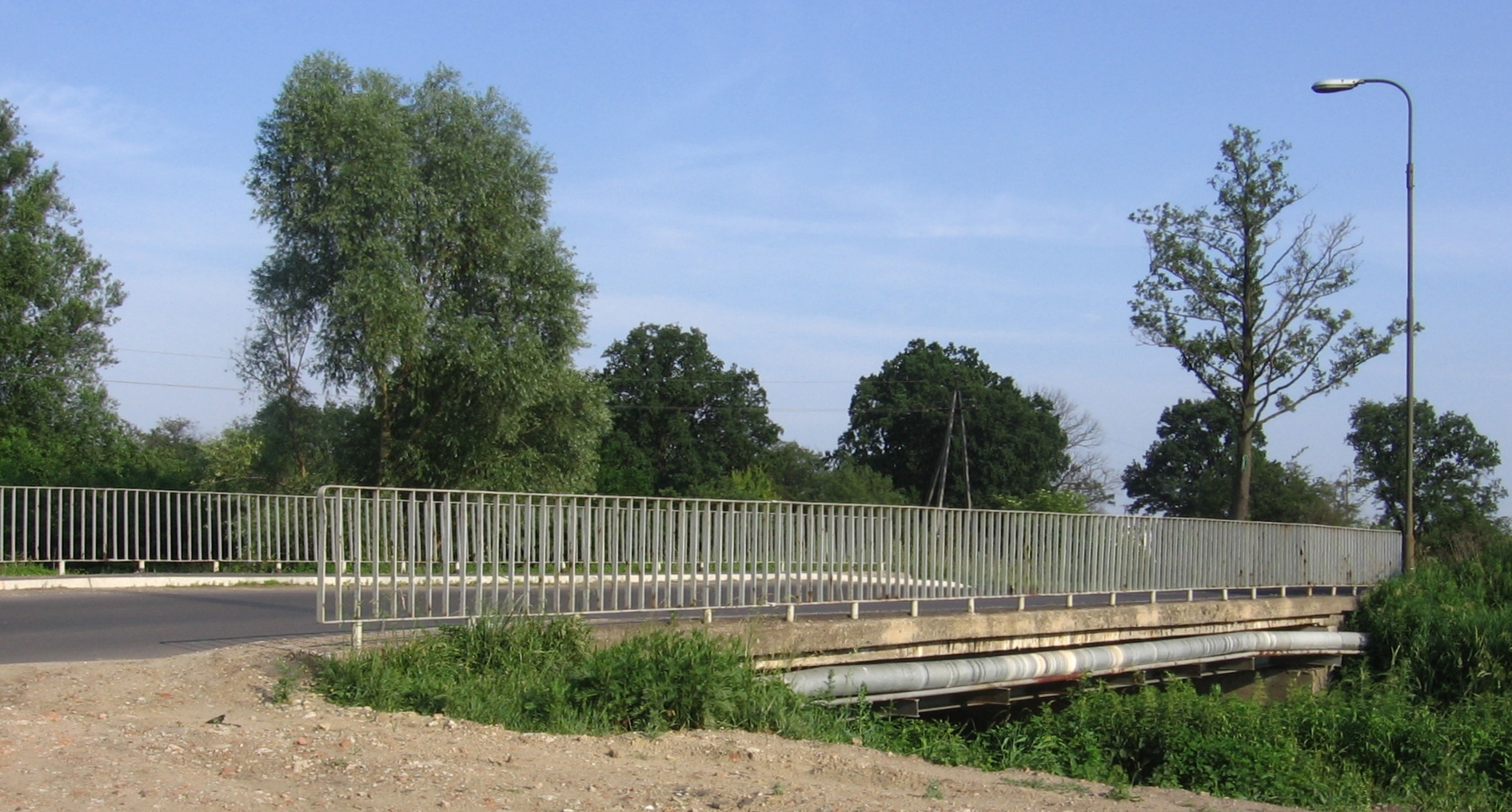
Most Kłokoczycki nad rzeką Dobrą

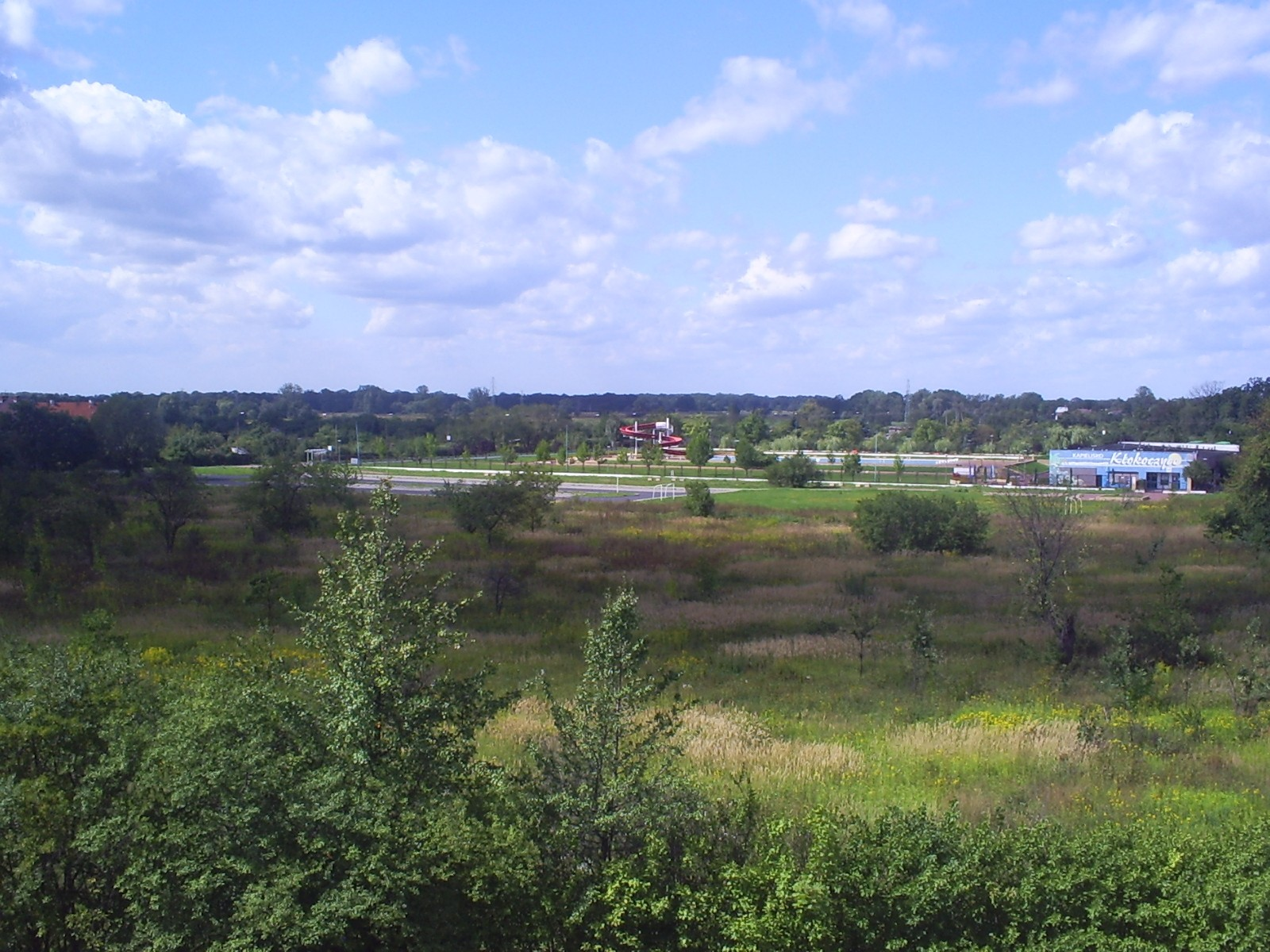
Widok na "Kąpielisko Kłokoczyce" obiekt MOSiRu Wrocław. Pomimo nazwy nie należy on do osiedla Kłokoczyce, lecz jeszcze do osiedla Psie Pole

Kłokoczyce (niem. Glogschütz) – część wrocławskiego osiedla Psie Pole-Zawidawie, położone w dawnej dzielnicy Psie Pole.
Od południowego zachodu przez Widawę graniczy z Sołtysowicami, od północnego zachodu z gminą Wisznia Mała, od północy z Biskupicami Widawskimi, od północnego wschodu z Pawłowicami, od wschodu z Zakrzowem, od południowego wschodu z pozostałą częścią Psiego Pola Zawidawia.

## Nazwa osiedla
Kłokoczyce to nazwa patronimiczna, wywodzącą się od przezwiska Kłokoczka.
W księdze łacińskiej Liber fundationis episcopatus Vratislaviensis (pol. Księga uposażeń biskupstwa wrocławskiego) spisanej za czasów biskupa Henryka z Wierzbna w latach 1295–1305 miejscowość wymieniona jest w zlatynizowanej formie Clokzithi.
Przez krótki czas po zakończeniu II wojny światowej i przejściu Dolnego Śląska pod polską administrację używano nazwy Głogczyce lub Głogszyce, nazwa w obecnym brzmieniu została wprowadzona w roku 1947.

## Historia osiedla
Osadnictwo na terenach należących do dzisiejszych Kłokoczyc istniało już w I w. n.e., a więc z początku okresu wpływów rzymskich, czego dowodzi ceramika z odkrytego cmentarzyska.
Najstarsza wzmianka o osadzie pochodzi z dokumentu wystawionego ok. 1300, zapisano wówczas nazwy Clokzithi i Glocziti. Kolejno pisano w 1354 – Glogschycz, 1651 – Glockschütz, 1785 – Glockschuez. Poczynając od pierwszego zapisu historycznego, aż do 1810 wieś należała do klasztoru św. Katarzyny. W 1785 było 82 mieszkańców, w tym 3 rzemieśników i przekupień, 26 domów, folwark, i młyn wodny. W grudniu 1970 było tu 198 mieszkańców. Do miasta osiedle włączono 1 stycznia 1973. 18 listopada 2004 r. na mocy Uchwały Rady Miejskiej Wrocławia osiedle weszło w skład nowo utworzonej jednostki samorządowej zwanej Psie Pole Zawidawie.

## Czasy obecne
Osiedle ma charakter izolowanej osady wiejskiej, jego teren jest gęsto poprzecinany siecią małych i większych kanałów (w tym Kanału Kłokoczyckiego) i rowów melioracyjnych łączących się z rzekami Dobrą i Widawą; przepływająca przez Kłokoczyce Dobra właśnie tutaj wpada do Widawy.
Obecnie rzeka Dobra jest południową granicą osiedla.

## Komunikacja miejska
Komunikację zbiorową z innymi osiedlami Wrocławia zapewniają linie autobusowe MPK Wrocław:
147 (Kłokoczyce – Mulicka)